# 파노 다양체
대수기하학에서 파노 다양체(영어: Fano variety)는 사영 공간과 유사하게, 반표준 인자가 풍부한 인자를 이루는 대수다양체이다.

## 정의
대수적으로 닫힌 체 {\displaystyle K}에 대하여, 파노 다양체는 다음 세 조건들을 만족시키는 {\displaystyle K}-대수다양체이다.
- 비특이 대수다양체이다.
- 완비 대수다양체이다.
- 반표준 인자 {\displaystyle -K_{X}}가 풍부한 인자이다.

## 예
2차원 파노 다양체는 델 페초 곡면이라고 한다.
모든 차원의 사영 공간은 파노 다양체이다.

## 역사
이탈리아의 수학자 지노 파노(이탈리아어: Gino Fano)가 연구하였다.